# Józef Rygliszyn
Józef Rygliszyn (ur. 16 czerwca 1911 w Płowcach, zm. 19 września 1985 w Warszawie) – polski działacz komunistyczny.

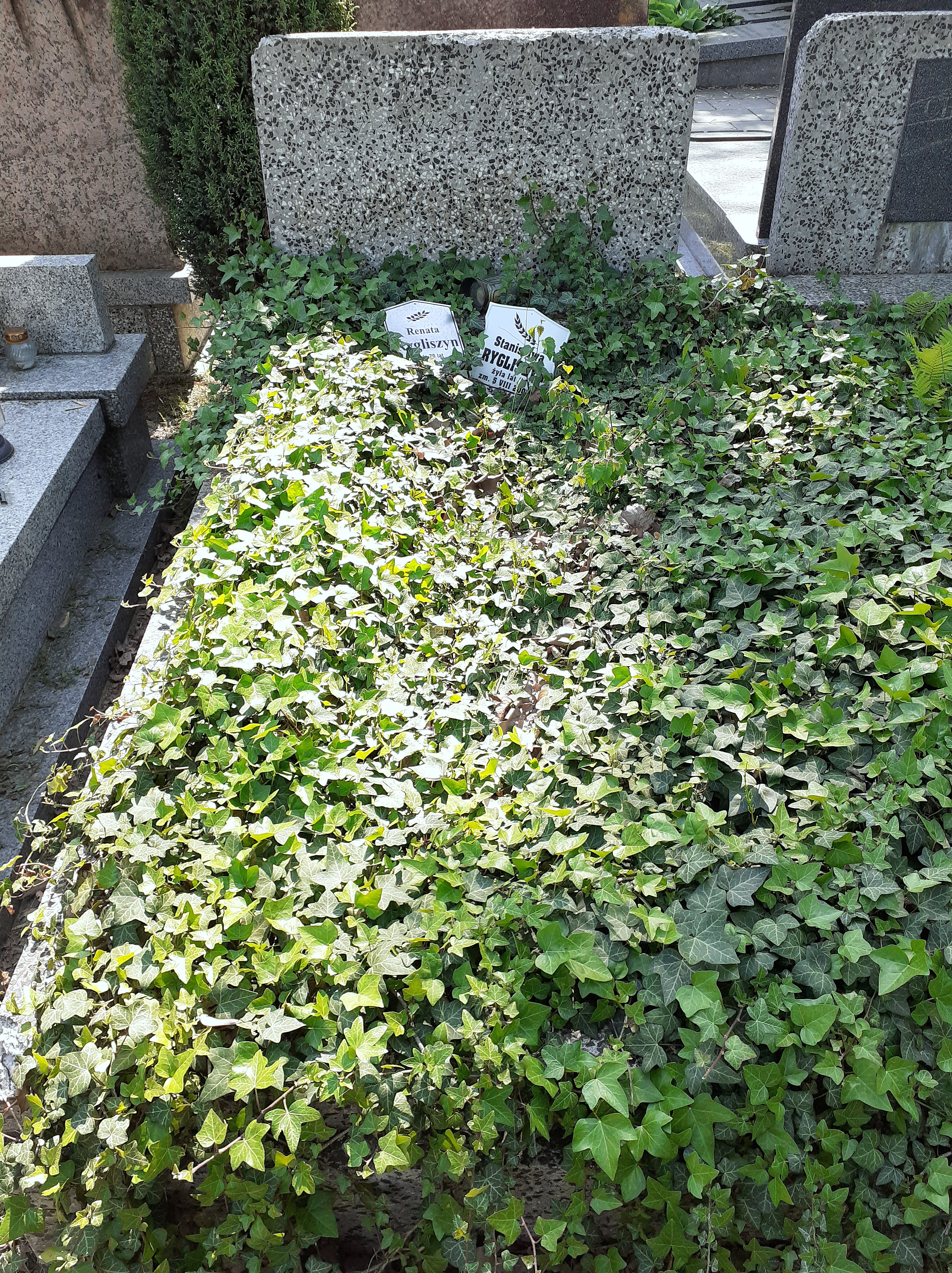
Grobowiec rodzinny Józefa Rygliszyna

## Życiorys
Urodził się 16 czerwca 1911 w Płowcach jako syn Tomasza  (ojciec prowadził we wsi kuźnię). W okresie II Rzeczypospolitej był członkiem Komunistycznego Związku Młodzieży Polskiej od 1927 do 1929 oraz Komunistycznej Partii Zachodniej Ukrainy od 1934 do 1938 . Był osadzony w Miejscu Odosobnienia w Berezie Kartuskiej . Podczas II wojny światowej był więźniem obozów niemieckich . Był osadzony w KL Auschwitz, skąd wywieziono go do Flossenbürga.
Na przełomie 1944/1945 był organizatorem Polskiej Partii Robotniczej w Sanoku (wraz z nim Jan Huczko, Ludwik Dębicki, Kazimierz Dziuban). Był członkiem PPR od 1944 do 1948 . Pełnił funkcję sekretarza PPR w rodzinnych Płowcach (zebrania partyjne odbywały się w budynku miejscowej szkoły). Był I sekretarzem Komitetu Powiatowego PPR w Sanoku od 1945 do 1946 . 23 czerwca 1946 jako przedstawiciel PPR agitował w zorganizowanym przez Powiatową Radą Związków Zawodowych w „Domu Żołnierza” w Sanoku wiecu manifestacyjnym przed referendum z 30 czerwca 1946. W lipcu 1946 przegrał w głosowaniu na wybór burmistrza Sanoka z Michałem Hipnerem. Uchwałą Prezydium Krajowej Rady Narodowej z 12 czerwca 1946 został odznaczony Srebrnym Krzyżem Zasługi za zasługi położone w walce z okupantem i za udział w pracach konspiracyjnych w okresie okupacji. W lutym 1947 został wybrany członkiem zarządu koła w Sanoku Polskiego Związku Byłych Więźniów Politycznych Hitlerowskich Więzień i Obozów Koncentracyjnych. 27 września 1947 ukończył naukę w Gimnazjum w Sanoku dla eksternów.
Następnie pracował w Komitecie Wojewódzkim PPR w Rzeszowie, gdzie od sierpnia 1947 do maja 1948 był kierownikiem Wydziału Zawodowego KW PPR . Po zjednoczeniu PPR i PPS w 1948 został członkiem Polskiej Zjednoczonej Partii Robotniczej . Od 1948 do 1949 był słuchaczem Centralnej Szkoły Partyjnej PZPR w Łodzi . W 1949 był kierownikiem Wydziału Rolnego KW PZPR w Rzeszowie . Od 1 września 1949 do 1 czerwca 1950 był II sekretarzem KW PZPR w Krakowie  . Od 1 października 1950 do 18 maja 1951 był I sekretarzem KW PZPR w Białymstoku  . Od 18 maja 1951 do 16 grudnia 1953 był II sekretarzem i sekretarzem rolnym w KW PZPR we Wrocławiu  . Od 16 grudnia 1953 do 8 września 1955 był I sekretarzem KW PZPR w Koszalinie  . Był delegatem na II Zjazd PZPR w 1954 . Od 17 marca 1954 do 19 marca 1959 był członkiem Centralnej Komisji Rewizyjnej (CKR) przy Komitecie Centralnym PZPR . W dokumentach MSW figuruje jako kontakt operacyjny o pseudonimie „Jurek”.
Zmarł 19 września 1985 w Warszawie. Został pochowany na cmentarzu Wojskowym na Powązkach w Warszawie (kwatera IID4-2-7). W tym samym miejscu zostały pochowane Stanisława (1924–2007) i Renata Marta (1946–2016) Rygliszyn.